# Lords of Waterdeep
Lords of Waterdeep ist ein Strategie-Brettspiel von Peter Lee und Rodney Thompson, das 2012 von Wizards of the Coast veröffentlicht wurde. Es spielt in Tiefwasser (engl. Waterdeep), einer fiktiven Stadt der Kampagnenwelt der Vergessenen Reichen des Rollenspielregelwerks Dungeons & Dragons. Die Spieler handeln jeweils im Auftrag eines der maskierten Herrscher über Tiefwasser. Durch den Einsatz von Spionen und das Anheuern von Abenteurern für Quests versuchen sie ihren Einfluss auf die Stadt zu vergrößern. 2013 wurden eine Erweiterung mit dem Titel Scoundrels of Skullport und in Zusammenarbeit mit dem Entwickler Playdek eine Computerspielumsetzung des Basisspiels für iOS-Geräte veröffentlicht.

## Beschreibung
Lords of Waterdeep ist ein Strategiespiel für 2–5 Personen. Thematisch dreht sich das Spiel um einen Wettstreit um die Vorherrschaft über die Stadt. Jeder Spieler wird durch eine Farbe repräsentiert, die eine aus dem Rollenspiel-Regelwerk bekannte Interessensgruppe symbolisiert:
- Gelb: Ritter des Schilds (engl. Knights of the Shield)
- Schwarz: Stadtgarde (engl. City Guard)
- Blau: Silbersterne (engl. Silverstars)
- Grün: Harfner (engl. Harpers)
- Rot: Die Roten Schärpen (engl. Red Sashes)

Jeder Spieler steht zudem im Auftrag eines maskierten Lords von Tiefwasser, einem der rivalisierenden, geheimnisvollen Herrscher über die Stadt. Welcher das ist, wird durch die verdeckte Zuteilung einer speziellen Lordkarte bestimmt und beeinflusst den weiteren Spielverlauf und das Ende des Spiels.
Der Spielplan zeigt einen Plan der Stadt. Das Spiel dauert insgesamt acht Runden und besteht vor allem reihum im Einsetzen von Spielfiguren an den verschiedenen Schauplätzen der Stadt. Der Spieler nutzt seine Agenten, um dadurch Aktionen wie das Einsammeln von Geld, den Kauf von Gebäuden, das Anheuern von Abenteurer (unterschieden in Kämpfer, Magier, Schurken und Kleriker), das Ziehen oder Ausspielen von Intrigenkarten oder die Annahme einer Quest durchzuführen. Ziel ist es, Siegpunkte zu erspielen, etwa durch das Erfüllen von Quests. Um sein Ziel zu erreichen, benötigt der Spieler eine Mischung aus Intrige, Verhandlungsgeschick und Kampf.
Insgesamt gibt es fünf verschiedene Questarten (Piety, Arcana, Skullduggery, Commerce und Warfare), für die der Spieler mit Hilfe eines Agenten Abenteurer anheuern muss. Die Erfüllung von Quests erhöht den Einfluss des jeweiligen Lords und verschafft dem Spieler einen dauerhaften Vorteil bzw. Siegpunkte. Jeder Lord belohnt dabei bestimmte Arten von Quests, die Erfüllung spezifischer Aufträge oder die Hoheit über bestimmte Gebäude nochmals gesondert durch Bonuspunkte, die jedoch erst am Ende des Spiels bei Aufdeckung der Lordkarte ausgezahlt werden.
Mit Hilfe der Intrigenkarten können andere Spieler sabotiert werden. Es gibt drei Typen: Attack, Utility oder Mandatory Quests. Attack- und Utility-Karten sorgen für die Verteilung oder den Verlust von Ressourcen und Siegpunkte. Mandatory Quests zwingen den betroffenen Spieler, diese Quest vor allen anderen Quests auszuführen und behindern damit seinen Spielablauf.
Nach der achten Runde endet das Spiel mit der Auszählung. Dabei werden die Lordkarten aufgedeckt und die damit verbundenen Sondersiegpunkte ausbezahlt. Auch für Gold und Abenteurer werden zusätzliche Siegpunkte verteilt. Der Spieler mit den meisten Siegpunkten gewinnt.

## Vermarktung
Bislang ist das Spiel ausschließlich in englischer Sprache erschienen. Zu Werbezwecken veröffentlichte Wizards of the Coast zwei Promo-Karten: Inevitable Betrayal (verteilt auf der Dungeons & Dragons Experience Con 2012) und Rapid Expansion (verteilt auf der Gen Con 2013). Im August 2013 kam zudem eine umfangreiche Spielerweiterung namens Scoundrels of Skullport auf den Markt.

## Rezeption
Das Spielprinzip von Lords of Waterdeep wurde unter anderem mit Caylus verglichen. Es wurde mehrfach für Preisverleihungen nominiert und ausgezeichnet:
- Charles S. Roberts Award (2012)
  - Nominierung Bestes Science-Fiction-/Fantasy-Kriegsbrettspiel[2]
- ENnie Awards (2012)
  - 2. Platz Best RPG Related Product[3]
- Board Games Geek / Golden Geek (2012)
  - Nominierung Bestes Artwork/Präsentation Brettspiel[4]
  - Nominierung Bestes Familienbrettspiel[5]
  - Nominierung Bestes Strategie-Brettspiel[6]
- Guldbrikken (2012)
  - Jury-Sonderpreis[7]
- Meeples’ Choice Award (2012)
  - Nominierung[8]
- Origins Awards (2013)
  - Sieger Bestes Brettspiel[9]

## Scoundrels of Skullport (Erweiterung)
Scoundrels of Skullport ist die erste offizielle Erweiterung zu Lords of Waterdeep und wurde 2013 von Wizards of the Coast veröffentlicht.
Mit Scoundrels of Skullport wird die Zahl der Mitspieler auf sechs erhöht, als neue Gruppe steht nun Die Graue Hand (graue Farbe, engl. The Grey Hands) zur Auswahl. Die Erweiterung besteht aus zwei Modulen, die das Spiel um jeweils ein neues Spielgebiet erweitern, Unterberg (engl. Undermountain) und Schädelhafen (engl. Skullport). Beide Module können einzeln oder zusammen mit dem Hauptspiel verwendet werden. Wenn beide Module eingesetzt werden, kommen außerdem angepasste Regeln für ein verlängertes Spiel zum Einsatz.
Mit Unterberg können auch Ressourcen wie Gold oder Abenteurer auf dem Spielplan platziert werden. Belegt ein Spieler dieses Feld mit einem Agenten, erhält er neben der regulären Aktion auch die dort platzierte Ressource. Mit Schädelhafen wird als neue Spielmechanik die Korruption eingeführt. Im Gegenzug für besonders wertvolle Aktionen in den neuen Gebieten erhält der Spieler Korruptionspunkte. Am Ende des Spiels ziehen sie dem Spieler Punkte ab, können jedoch durch verschiedene Aktionen umverteilt oder ihr Negativwert reduziert werden.

## Softwareadaption
Am 21. November 2013 veröffentlichte das US-amerikanische Entwicklungsstudio Playdek eine Portierung des Brettspiels für iOS.

### Beschreibung
Wizards of the Coast kündigte im März 2013 auf der Spielemesse PAX East eine Kooperation mit dem auf Brettspiel-Umsetzungen spezialisierten Entwicklerstudio Playdek (u. a. iOS-Fassung von Agricola) an, um verschiedene D&D-Brettspiele für iOS umzusetzen. Am 15. August 2013 gab Wizards of the Coast bekannt, dass Lords of Waterdeep als erstes Spiel der neuen Kooperation umgesetzt werden solle.
Das Spiel ist eine detailgetreue Umsetzung des Basisspiels und kann sowohl gegen KI-Spieler als auch mit Freunden gespielt werden. Für letzteres besteht die Wahl zwischen lokalem und Onlinespiel sowie synchroner und zeitversetzter Spielweise.

### Rezeption
Die Software erhielt zumeist gute Bewertungen (Metacritic: 90 von 100) Gemäß der Website Quality Index zählte Lords of Waterdeep zu den zehn bestbewerteten iPhone-Spielen des Jahres 2013.

“Lords of Waterdeep is a near flawless digital adaptation of an excellent boardgame.”

„Lords of Waterdeep ist eine nahezu fehlerlose Adaption eines exzellenten Brettspiels.“

“These are just minor gripes, though, and they do very little to diminish the fine game in front of me. This is a well-designed board game that's been converted with care, and so long as you're not resting your hopes entirely on playing against the mean old AI, any fan of strategy or board games would do well to give Lords of Waterdeep a look.”

„Das sind jedoch nur kleinere Beschwerden und sie schmälern dieses feine Spiel vor mir kaum. Dies ist ein gut designtes Brettspiel, das mit Sorgfalt konvertiert wurde, und solange man nicht alle seine Hoffnungen auf das Spiel gegen die böse alte KI setzt, wäre jeder Fan von Strategie- oder Brettspielen gut beraten, einen Blick auf Lords of Waterdeep zu werfen.“